# Castelo de Torre de Coelheiros
O Castelo de Torre de Coelheiros, Torre de Coelheiros ou Paço dos Cogominhos, localiza-se na freguesia de Torre de Coelheiros, no Município de Évora, Distrito de Évora, no Alentejo, em Portugal.
Está classificada como Imóvel de Interesse Público pelo Decreto publicado em 18 de Julho de 1957.

## Histórico
Mais propriamente um solar, acredita-se que a Torre de Coelheiros foi construída por volta de 1357, por iniciativa de Fernão Gonçalves, meirinho-mor do rei D. Afonso IV (1325-1357), com a função de paço senhorial.
No século XX, por falta de conservação, partes da edificação ruiram (1920). , atualmente a edificação encontra-se compreendida no conjunto da Escola Primária e da Junta de Freguesia. Por essa razão, encontra-se em boas condições de conservação.
Segundo informação cronológica do sítio do SIPA:
- 1357 - Constituição do morgado da Quinta da Fonte dos Coelheiros, segundo diploma concedido a D. Maria Anes e Fernão Gonçalves Cogominho, cavaleiro fidalgo e meirinho-mor (ESPANCA, 1966);
- 1387 - doação do morgado a Rodrigues Álvares Pimentel (bastardo de Álvaro Gonçalves Pimentel, cavaleiro da Ordem de Avis) por D. João I;
- 1395, 22 de Janeiro - instituição do morgado da Quinta da Fonte de Coelheiros por Fernão Gil Cogominho e sua mulher Maria Annes (BARATA, 1904);
- 1395 - provável ano da construção da torre.

séc. 17 e 18 - construção de um corpo de planta rectangular incorporando ligeiramente a torre na sua face

## Características
Típico solar medieval, a edificação da torre é atualmente ladeada por dois corpos retangulares compostos por pavimento térreo e sobrado. A torre, de planta quadrangular, em alvenaria de pedra, atinge 15 metros de altura, coroada por merlões em estilo mourisco. É complementada por cunhais, seteiras e mata-cães aparelhados em cantaria de granito. O corpo lateral a norte, em melhor estado de conservação, é coroado por uma larga chaminé com remate cupular, e conserva ainda, nas janelas em granito, algo da tipologia solarenga tardo-medieval. O corpo a oeste aparenta ser de construção setecentista e encontra-se degradado, tendo ruído parte dos muros.

## Galeria

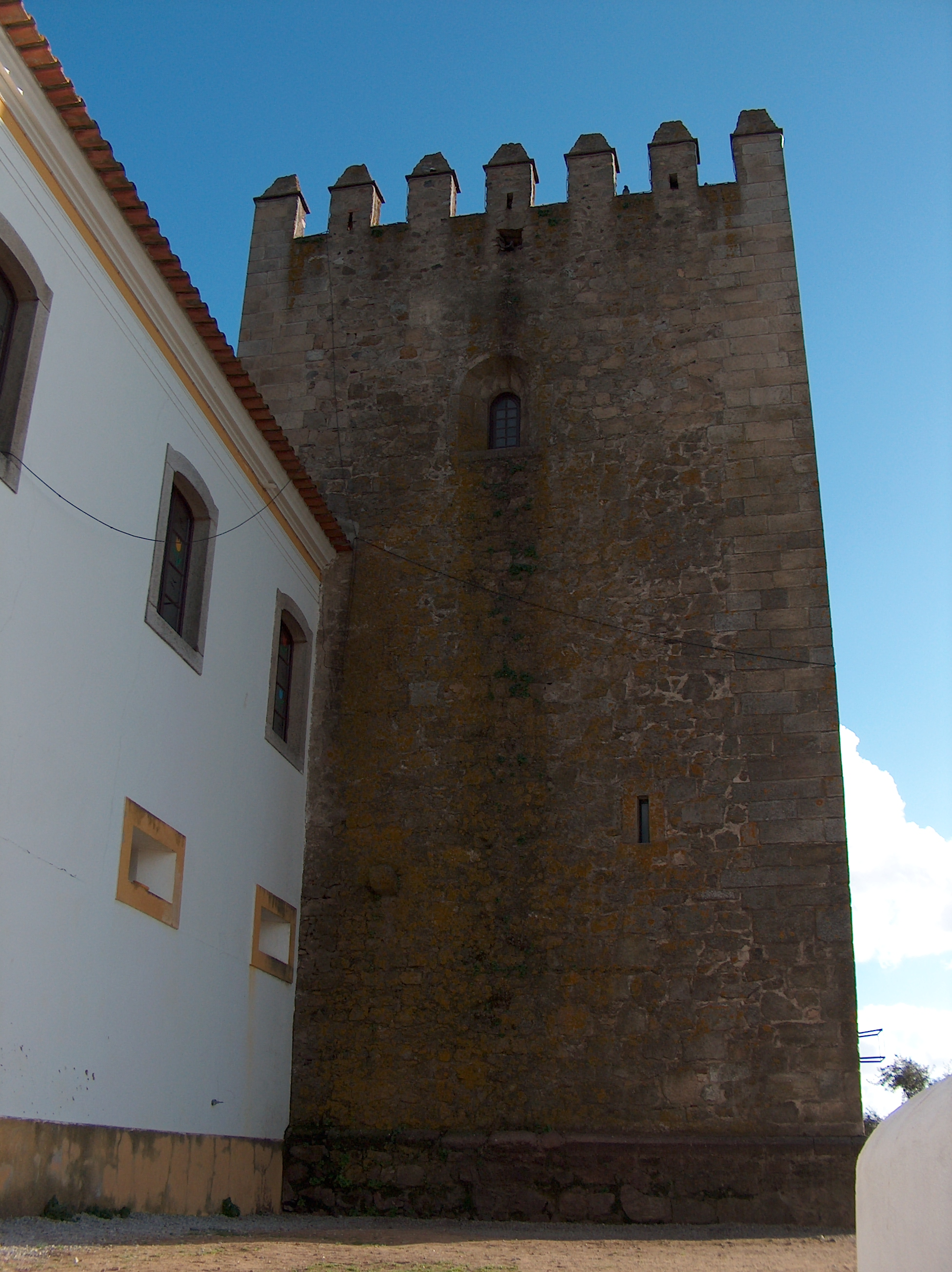
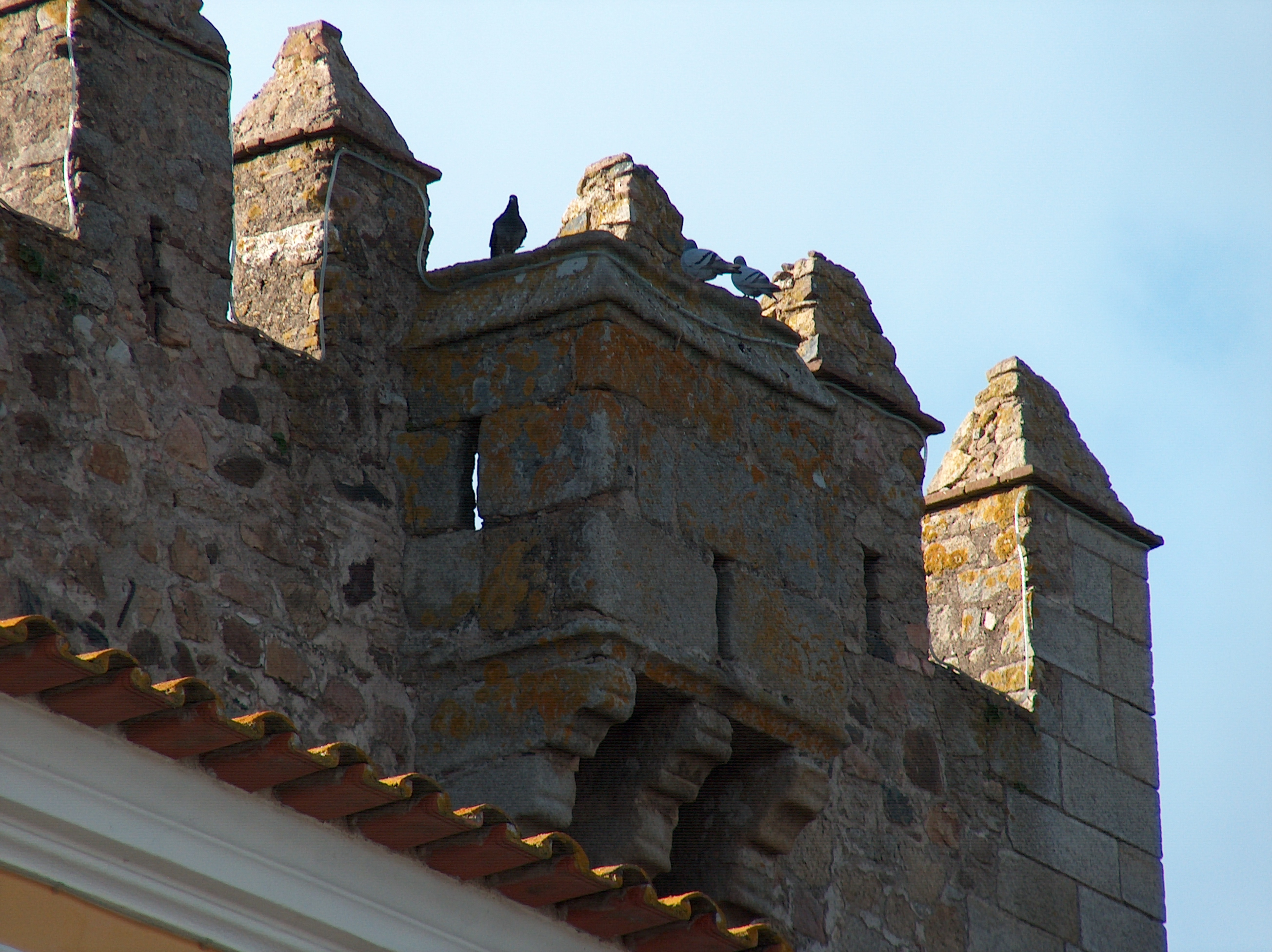
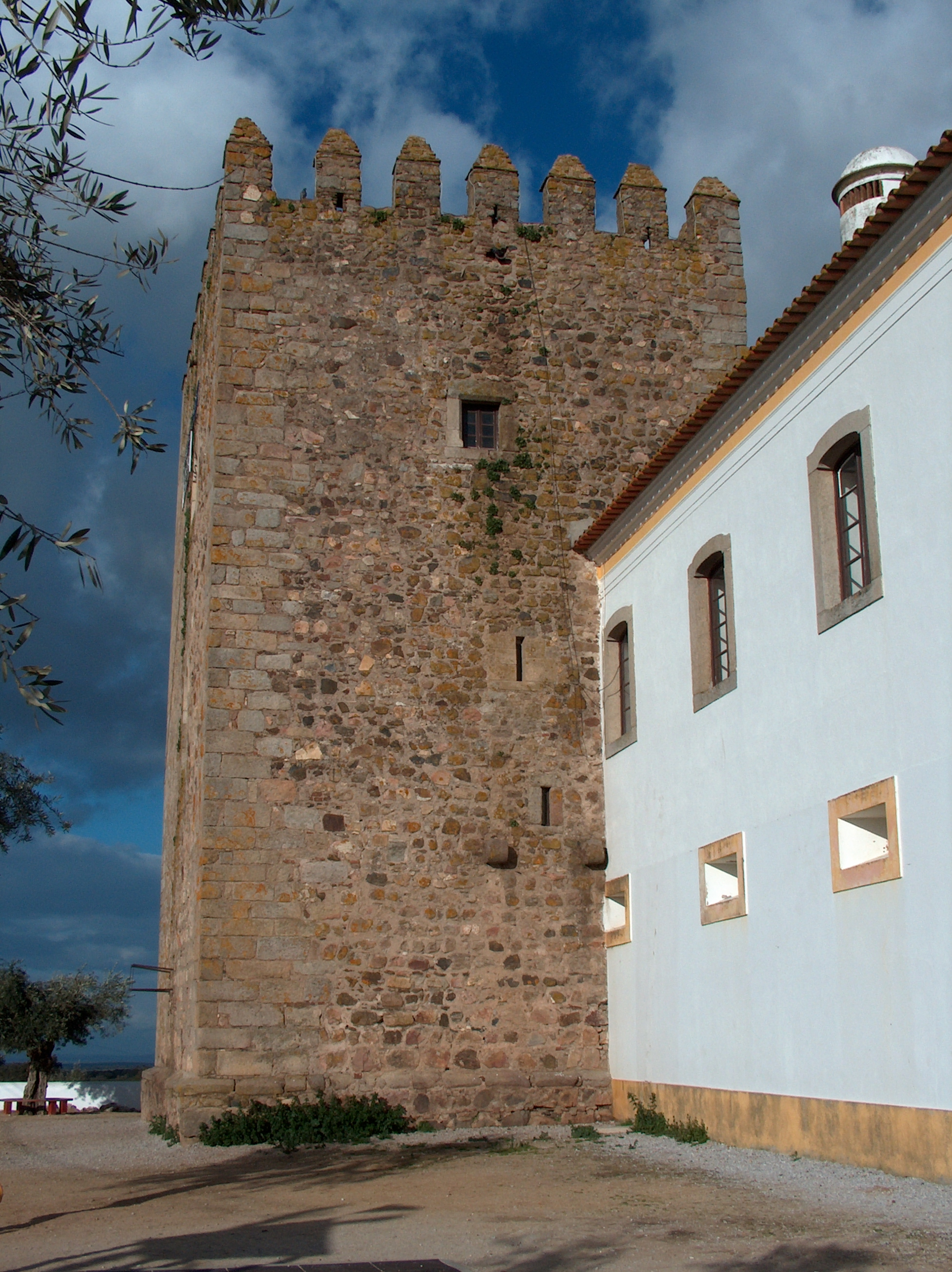